# Лаврентий (антипапа)
Лавре́нтий (лат. Laurentius; умер в 506) — антипапа (498/501—506). Был приверженцем византийского императора, поддерживал попытки смягчения формулировки про две природы Христа (451).

## Биография
Лаврентий был одним из тех итальянских епископов, которые поддерживали Энотикон, стремясь к сближению с Византией. На выборах папы в 498 году он соперничал с кардиналом Симмахом, противником компромисса с патриархом Константинопольским. Приверженцы кандидатов на Престол святого Петра рьяно сражались на улицах Рима. Во время визита Симмаха к королю остготов Теодориху в Равенну, Лаврентий был 22 ноября 498 года объявлен в Риме папой.
Понтификат Лаврентия в истории Церкви получил название «Лаврентиевой схизмы». Попытки Симмаха достичь примирения с Лаврентием, путём предоставления тому епископской кафедры в Ночера-Инферьоре, успехом не увенчались.
В 506 году король Теодорих, опасаясь роста византийского влияния, изгнал Лаврентия из Рима, признав Симмаха единственным законным папой. Позднее Лаврентий был включён в список антипап.